# هدبيات الذيل
هدبيات الذيل أو ذوات الذنب الشعري أو ذات الذنب الشعري أو الحشرات غير المجنحة ضامرة الفم أو ذوات الذئّب الشعرىٌ (الاسم العلمي: Thysanura) من اليونانية (θυσάνος - thysanos) = «هدبي» + (ουρα - oura) = «ذيل». هي رتبة من الحشرات تنتمي إلى طويئفة الحشرات غير المجنحة. عادة ما يشار إليها Silver-fish كحشرة السمك الفضي نظرا للون الذي يغطي جسدها وحركتها ويجعلها تبدو كما لو كانت في السباحة. تقسم هذه الرتبة إلى أربع فصائل تضم حوالي 370 نوع على مستوى العالم.
حشرات هذه الرتبة مفلطحة. جسمها مغطى في الغالب بحراشيف، بالإضافة إلى أقلام تناسلية Styli أو ما يطلق عليه البعض «أرجل بطنية بدائية» والتي غالبًا ما تتركز في العقل البطنية من السابعة للتاسعة. وتتميز أفراد هذه الرتبة أيضًا بأجسامها الرفيعة المدببة عند مؤخرتها، حيث تنتهي بثلاث زوائد سوطية طويلة متعددة التعقل. الزائدتان الخارجيتان منها هما في الحقيقة زوائد شرجية.
وحشرات هذه الرتبة نشيطة جدًا، ودائمًا ما تتواجد داخل المنازل والمطابخ والحمامات وبين الكتب القديمة. هنالك أنواعًا أخرى لهذه الرتبة تتواجد في أماكن عديدة خارج المنازل وتحت الأحجار. وهذه الأنواع غالبًا ما تتغذى على المواد الكربوهيدراتية الموجودة في بقايا الأشجار أو المنتجات الورقية. والقليل من أنواع هذه الحشرات ما قد يعتبر آفات بالنسبة للإنسان.